# Franz Retz
Pour les articles homonymes, voir Retz.
Franz Retz (parfois nommé Francis Retz), né le 13 septembre 1673 à Prague et mort le 19 novembre 1750 à Rome, est un prêtre jésuite tchèque. Il est élu le 15e Supérieur général de la Compagnie de Jésus, le 7 mars 1730. 

## Biographie
Il entre au noviciat des jésuites à l'âge de 16 ans (en 1689) et suit le cursus traditionnel de la formation jésuite avec philosophie en 1692-1694, et théologie (1700-03) à Olomouc (Olmütz). Formation couronnée par un doctorat de philosophie (Olomouc, 1703) puis en théologie, à Prague (1709). Il était préparé à enseigner ces matières.
Dès 1711 cependant il est appelé à Rome pour y remplir des tâches de gestion au sein de l'Ordre. Puis il rentre dans son pays comme Supérieur Provincial des jésuites de Bohême (aujourd'hui la République tchèque) (1718-1720) et Recteur du grand collège Saint-Clément de Prague (1720-1723). Le Supérieur général Michelangelo Tamburini le rappelle à Rome en 1725 comme Assistant pour l'Europe centrale. À la mort de Tamburini en 1730, Retz, Vicaire Général de la Compagnie, convoque la Congrégation générale.

### Supérieur général des Jésuites (1730-1750)
Franz Retz est élu lors de la seizième Congrégation générale de l'ordre. Le vote est quasi unanime (68 sur 70). Pendant son généralat il obtient la canonisation de saint Jean-François Régis en 1738 et, utilisant l'exemple de la vie du nouveau saint, il promeut le travail missionnaire dans les campagnes. Il place aussi la Compagnie de Jésus sous la protection de saint Jean Népomucène, l'un des saints-patrons de la Bohême.  
Son généralat correspond à une période de grand essor.  À la mort de Retz, la Compagnie compte trente-neuf provinces, vingt-quatre maisons professes, 669 collèges, soixante-et-un noviciats, 335 résidences, 273 missions, 176 séminaires, et 22 589 membres dont 11 293 prêtres.  
Son généralat n'est pas de tout repos. Franz Retz doit néanmoins faire face à un certain nombre de difficultés grandissantes. Le travail missionnaire de la Compagnie en Chine est sérieusement critiqué à l'intérieur de l'Eglise. Benoît XIV confirme en 1742 la condamnation des rites chinois (Cf Querelle des rites ou volonté des Jésuites d'adapter les pratiques liturgiques chrétiennes au pratiques religieuses chinoises). En Pologne et en Lituanie la Compagnie se voit contrainte de limiter son action et ferme ses collèges à cause des incursions cosaques. En Amérique latine, Franz Retz ne réussit pas à protéger de manière sûre et durable des convoitises des colons et des autorités espagnoles et portugaises les Réductions Jésuites, ce qui entrainera la rébellion des Guaranis en 1753.  